# Dipartimento di Capital (La Pampa)
Capital è un dipartimento argentino, situato nella parte centrale della provincia di La Pampa, con capoluogo Santa Rosa.
Esso confina a nord con il dipartimento di Conhelo, a est con quelli di Catriló e Quemú Quemú, a sud con il dipartimento di Atreucó e ad ovest con quello di Toay.
Secondo il censimento del 2001, su un territorio di 2.525 km², la popolazione ammontava a 96.920 abitanti, con un aumento demografico del 24,22% rispetto al censimento del 1991.
Il dipartimento comprende per intero il comune di Anguil, parte del comune di Santa Rosa (inclusa la città sede municipale) e parte dei comuni di Mauricio Mayer e Winifreda, le cui sedi municipali però si trovano in altri dipartimenti.